# گومنا
گومنا (به لاتین: Gumna) یک روستا در لهستان است که در گمینا دنبوویتس (استان سیلسیان) واقع شده‌است. گومنا ۴٫۱ کیلومتر مربع مساحت و ۴۱۴ نفر جمعیت دارد.